# Hřbitov svaté Otýlie
Hřbitov svaté Otýlie je hlavní českobudějovický hřbitov. Nachází se u Pražské třídy na okraji Pražského předměstí u Nemanic. Součástí hřbitova je krematorium s obřadní síní a kaple svaté Otýlie, podle které je celý hřbitov pojmenován.

## Historie
Hřbitov byl založen v roce 1887, výstavbu řídil Jakob Stabernak. Byl vybudován náklade 80 000 zl a vysvětil jej 22. dubna 1889 biskup Martin Josef Říha. První pohřeb proběhl téhož dne.
V roce 1891 nechal starosta Josef Kneissl upravit obřadní síň na kapli sv. Otýlie na počest své zesnulé manželky Otýlie.

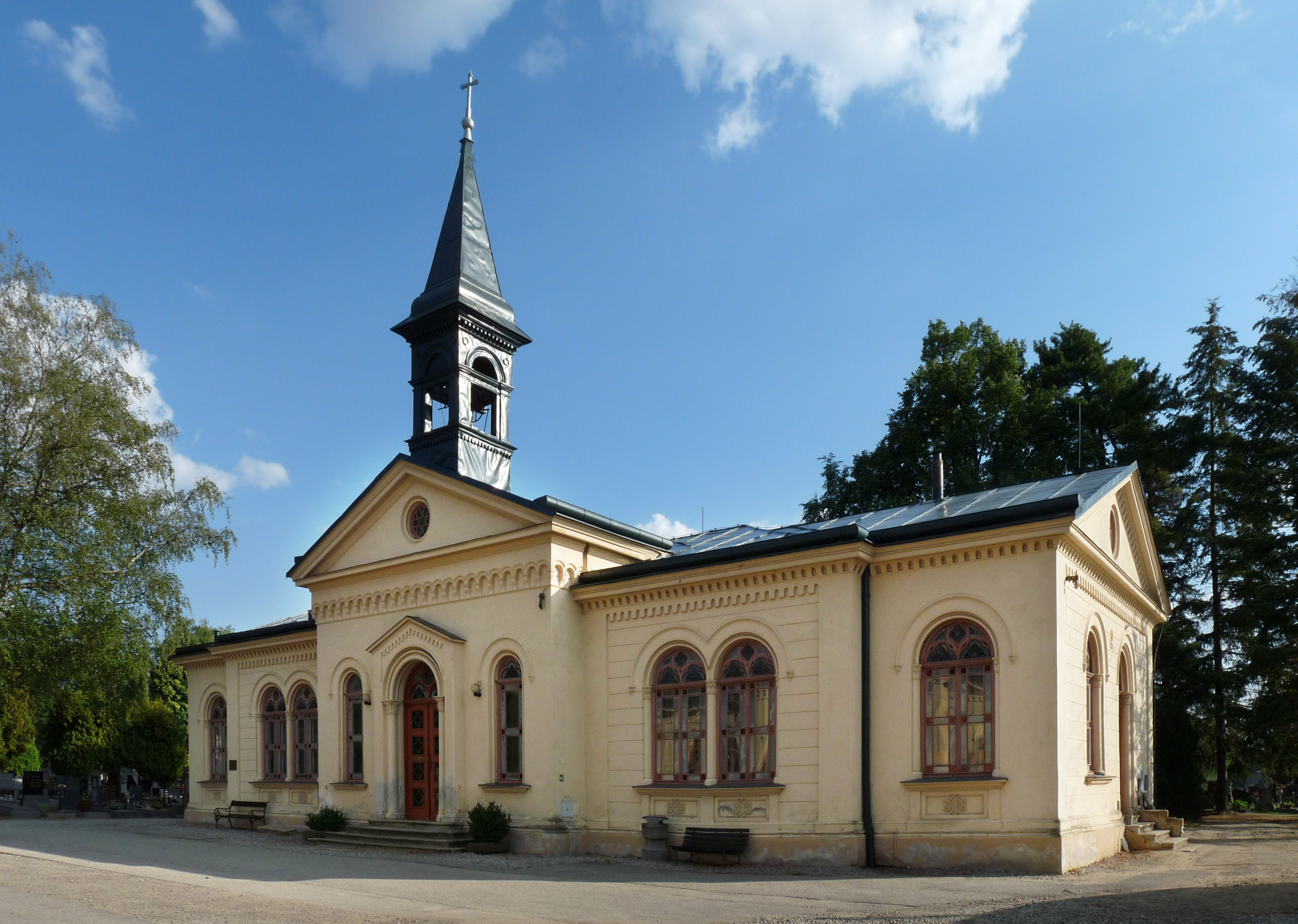
Kaple sv. Otýlie

Hřbitov byl postupně rozšiřován o další části až do dnešní rozlohy.
V letech 1923–25 bylo postaveno krematorium, v letech 1975–80 bylo vystavěno současné krematorium.
V 60. letech 20. století došlo ke zřízení rozptylové loučky.

## Současnost
V současnosti má hřbitov rozlohu 11,5 ha a asi 15 500 hrobů. Mezi významné osobnosti pohřbené na hřbitově patří hudební skladatel Bohuslav Jeremiáš, malíř Otto Matoušek, politici August Zátka, Wendelin Rziha, Otakar Svoboda, Josef Taschek a Albín Dlouhý, továrník a starosta města Johann Stegmann nebo francouzský filozof a člen odbojového hnutí Pierre Kaan.
Části hřbitova včetně krematoria a kaple sv. Otýlie jsou chráněny jako kulturní památka České republiky.

### Církevní pohřebiště
V centrální části hřbitova se nachází (v VIII. oddělení) hrobka českobudějovických biskupů, kde jsou pohřbeni biskupové Martin Josef Říha, Josef Antonín Hůlka, Šimon Bárta, Josef Hlouch a Jiří Paďour. V sousedství biskupské hrobky je pak oddělení kněžských hrobů, kde jsou pohřbeni jednak kanovníci českobudějovické kapituly, jednak další kněží, kteří působili v českobudějovické diecézi (např. kněz a spisovatel Tomáš Koupal) a také dva vyšebrodští cisterciáci (Gerhard Nýdl a Vojtěch Ivo Kvapil). V sousedství se pak nachází hrobka kongregace redemptoristů, v níž jsou pohřbeni kněží a laičtí bratři této kongregace, kteří působili v českobudějovické redemptoristické koleji. V této hrobce je také pohřben 11. českobudějovický biskup Antonín Liška, který byl členem této kongregace. Několik jednotlivých kněžských hrobů je i v jiných částech hřbitova. V centrální části hřbitova jsou dále oddíly s hroby členek ženských kongregací Školských sester de Notre Dame.